# Friedrich Unteutsch (Landrat)

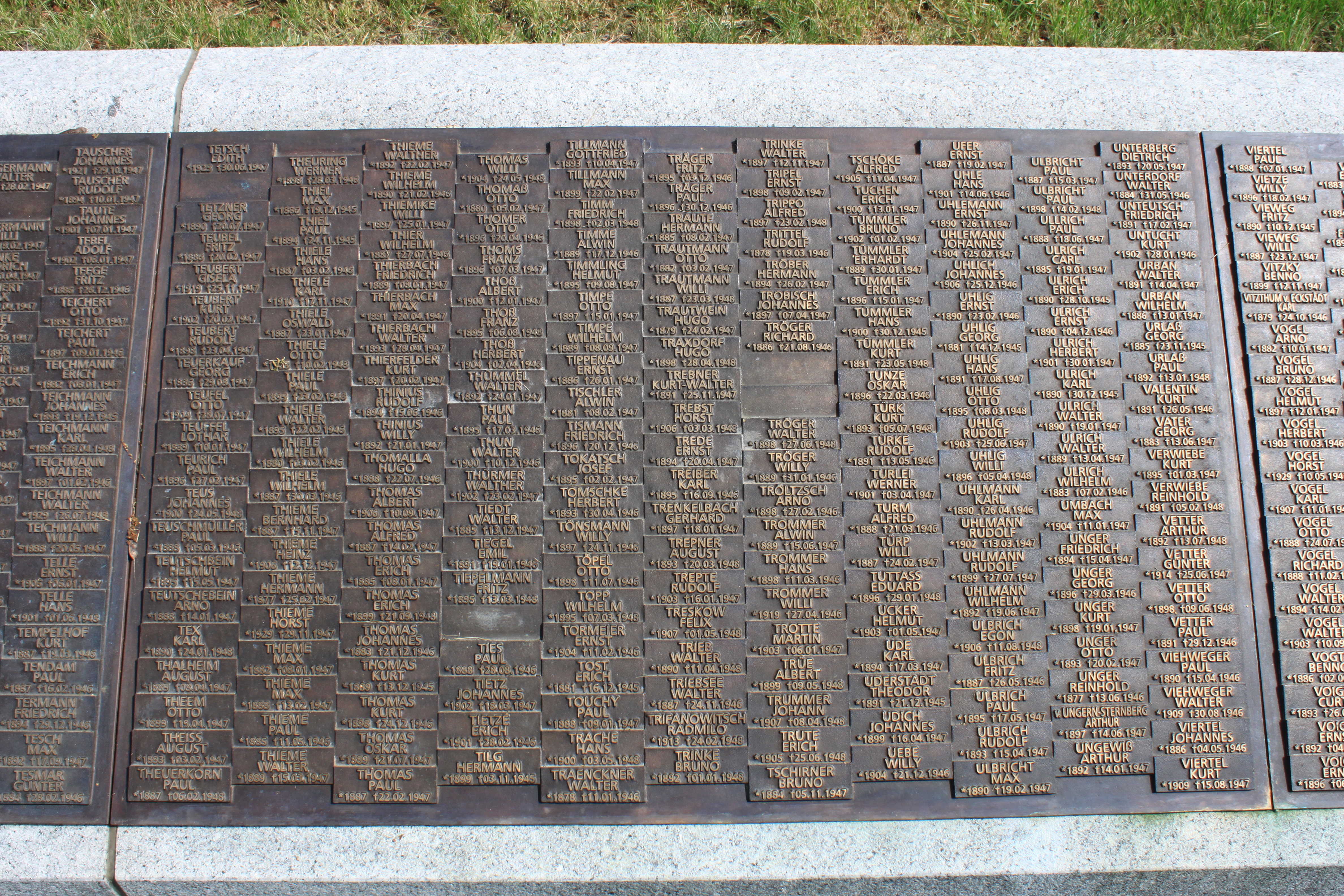
Gedenkstätte im Speziallager Nr. 1 Mühlberg (Friedrich Unteutsch siehe rechts, dritte Tafel von oben)

Friedrich Unteutsch (* 3. September 1891; † 17. Februar 1947 im Speziallager Nr. 1 Mühlberg) war ein deutscher Verwaltungsjurist und Landrat des Landkreises Eisenach.

## Leben
Nach dem Studium der Rechtswissenschaften wurde Unteutsch im Jahr 1922 an der Juristischen Fakultät der Universität Jena zum Doktor der Rechte promoviert. Zwei Jahre darauf war er bereits Regierungsrat im thüringischen Ministerium des Inneren. Von 1931 bis 1937 war er Oberregierungsrat im thüringischen Ministerium des Inneren in Weimar. Sein Zuständigkeitsgebiet erstreckte sich auf Gemeinde- und Kreisangelegenheiten.
Im Jahr 1937 wurde Unteutsch zum kommissarischen, im Folgejahr zum endgültigen Landrat des Landkreises Eisenach bestellt. Nach der Einnahme Eisenachs durch die amerikanischen Truppen am 6. April 1945 bestätigte die amerikanische Militärregierung Unteutsch zunächst als Landrat, ersetzte ihn jedoch am 10. Mai 1945 durch einen gewissen Fröhlich.
Nach der vertragsgemäßen Übergabe Thüringens an die Rote Armee am 1. Juli 1945 wurde Unteutsch festgenommen und zunächst ins Speziallager Nr. 8 Torgau, später ins Speziallager Nr. 1 Mühlberg verbracht. Die dortigen Gefangenen lebten unter härtesten Bedingungen und wurden von der Außenwelt isoliert. Unteutschs Familie wurde von seinem Tod nicht unterrichtet. Er wurde zum 31. Dezember 1952 für tot erklärt.

## Veröffentlichungen
- Friedrich Unteutsch: Wucherbekämpfung im modernen Recht. Dissertation der Juristischen Fakultät der Universität Jena vom 23. Februar 1922. Maschinenschrift. Jena 1922.